# Faryngaal
Een faryngaal is een medeklinker die wordt gearticuleerd met de achterkant van de tong tegen de farynx.
Het Internationaal Fonetisch Alfabet kent twee faryngalen:
- De stemhebbende faryngale fricatief of approximant
- De stemloze faryngale fricatief

Een faryngale plosief wordt gezien als articulatorisch onmogelijk.
Faryngalen komen vooral voor in de klankinventaris van talengroepen op twee plekken in de wereld: Noord-Afrika/Midden-Oosten (de Semitische, Berber-, Koesjitische, Abchazo-Adygese en Nach-Dagestaanse talen), en in Brits-Columbia (de Wakashtalen en de Salishtalen). Er zijn ook bronnen van faryngalen op andere plaatsen in de wereld, zoals het Nenets.
Deze pagina bevat fonetische informatie in het IPA, die in sommige browsers mogelijk niet correct wordt weergegeven.
Waar symbolen in paren voorkomen, vertegenwoordigt het rechter teken een stemhebbende medeklinker. Gearceerde gebieden bevatten medeklinkers die worden beschouwd als onuitspreekbaar.
Zie ook: IPA, Klinkers